# Faurot Field
O Faurot Field é um estádio localizado em Columbia, Missouri, Estados Unidos, possui capacidade total para 62.621 pessoas, é a casa do time de futebol americano universitário Missouri Tigers football da Universidade do Missouri. O estádio foi inaugurado em 1926.